# チョコバット

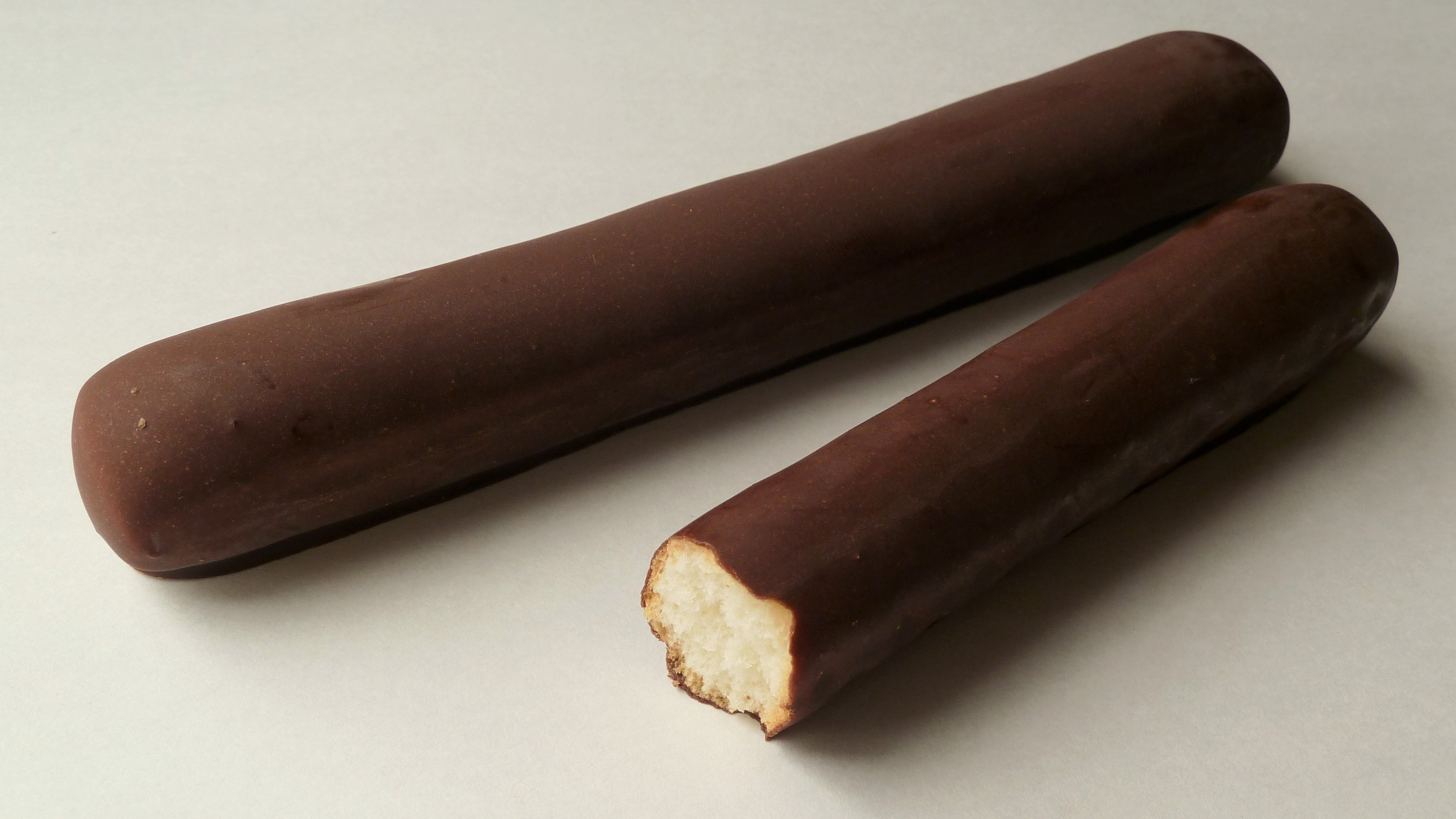
チョコバット

チョコバット（Choco-bat）は、静岡県浜松市に本社をおく三立製菓が1964年（昭和39年）より販売しているチョコレート菓子で、価格は1本30円（2008年価格改定）。シリーズ含め秋冬限定商品。
2022年9月下旬から「チョコバットA（エース）」へ商品統合された。
初期の包装は、キャンディーの様な、両側がよじってあるタイプ。

## 概要
棒状のパン生地にチョコレートをコーティングしたもので、その外観はバットに見立てられる。当たりくじ付きで、パッケージ裏側に「ホームラン」「ヒット」「アウト」のいずれかが印刷されており、ホームランなら1枚、ヒットなら4枚で、チョコバットをもう1本もらえる。クレーンゲームの専用景品やパチスロ機の題材になる等の展開も行われている。

## シリーズ
ミニチョコバット1993年より販売。ミニサイズのチョコバット6本（2008年からは5本）を箱入りにしたもので、個包装はチョコバット歴代のデザインを復刻したものになっている。当たりの景品はオリジナル図書カードで、箱への封入方式になっている。
チョコバット エース（エースバット チョコ）1996年より販売。2012年度よりチョコバットエースに。菓子自体はチョコバットと同じで価格も1本30円だが、当たりに関して「ホームラン」が「エース」に、「ヒット4枚」が「ストライク3枚」に変更されており、景品も「もう1本」ではなく、当たりをメーカーに郵送することでオリジナルグッズが届く方式になっている。
がんばれチョコバットくん1999年より販売。当たり付きではないチョコバット8本入のファミリーパックで、個包装のデザインも簡易なものになっている。

### 期間限定品
2025年4月22日、チロルチョコとのコラボ商品「チロルチョコバット ミルク風クリーム」が両社の35周年と60周年記念商品として数量限定で発売された。